# Cruciada Românismului
Cruciada Românismului (cunoscuți și ca Vulturii albi sau Steliștii) a fost o mișcare naționalistă din România interbelică, o așa-numită organizație de luptă națională, centrată pe promovarea elementului românesc și a spiritului românesc, dar și pe lupta împotriva corupției din țară, corupție considerată drept cauza suferințelor poporului. Organizația a fost fondată în anul 1934 de către Mihail Stelescu, dizident al Mișcării Legionare, jurist, filolog și fost deputat de Covurlui (Galați), care dorea un partid mai puțin extremist. Astfel, mișcarea a fost una mai mult defensivă și conservatoare decât violentă. Cu toate acestea, mișcarea nu a avut succes din cauza conflictelor cu legionarii. Stelescu a fost asasinat de Decemviri în anul 1936, iar un an mai târziu organizația a fost desființată.
Cruciada Românismului a fost și numele ziarului organizației, publicație cu apariție săptămânală, prin care organizația își făcea cunoscute vederile și obiectivele, respectiv prin care căuta să câștige adepți. 